# Whittington (Lichfield)
Whittington – wieś w Anglii, w hrabstwie Staffordshire, w dystrykcie Lichfield. Leży 29 km na południowy wschód od miasta Stafford i 171 km na północny zachód od Londynu.